# Norfolk- och Long Island-orkanen 1821
Norfolk- och Long Island-orkanen 1821 (engelska: 1821 Norfolk and Long Island hurricane) var en tropisk cyklon som i september 1821 slog till i östra USA. Orkanen färdades från Puerto Rico till Norfolk, Virginia på bara två dagar och orsakade svåra skador på hus, träd föll till marken och flera människor omkom. Åkrar förstördes, och fartyg förliste.

### Fotnoter
1. ↑  David Roth & Hugh Cobb (2001). ”Early Nineteenth Century Virginia Hurricanes”. Hydrometeorological Prediction Center. http://www.hpc.ncep.noaa.gov/research/roth/vaerly19hur.htm. Läst 28 september 2014.